# Dictated
Dictated ist eine niederländische Death-Metal-Band aus Utrecht, die im  Jahr 2006 unter dem Namen Stone Squad gegründet wurde.

## Geschichte
Die Band wurde im Jahr 2006 von den Gitarristinnen Jessica Otten und Sonja Schuringa gegründet, nachdem sie sich bei einem Cryptopsy-Konzert in Groningen kennengelernt hatten. Die Gruppe nannte sich anfangs noch Stone Squad, ehe sie ihren Sitz von Utrecht nach Kampen verlegte und sich in Dictated umbenannte. Seit 2008 ist die Band unter dem Namen Dictated aktiv. Im Jahr 2010 erschien das Debütalbum Summary of Retribution in Eigenveröffentlichung. Seit dem Jahr 2012 hielt die Band Auftritte in ganz Europa mit Konzerten in Schottland, Deutschland, England, Frankreich, Italien und Portugal ab. Dabei spielte die Gruppe zusammen mit Origin, Psycroptic, Suffocation und Hail of Bullets. Durch das Album wurden Henri Sattler von God Dethroned und Jason Keyser von Origin auf die Band aufmerksam, die ihr anboten, das nächste Album zu produzieren. Durch Sattler kam auch der Schlagzeuger Michiel van der Plicht zur Besetzung. Den Gesang übernahm York Keijzer, wobei Jason Keyser in einem Lied als Gastsänger zu hören ist. Im September 2014 begab sich die Band in das Soundlodge Studio. Das Album erschien 2014 bei Metal Blade Records unter dem Namen The Deceived.

## Stil
Laut Thomas Strater vom Metal Hammer spielt die Band auf The Deceived brutalen Death Metal, wobei man kaum Melodien oder langsame Passagen einsetzen würde. In den Liedern werde „von punkig-grindenden Riffs über Misery Index-Gehacke bis hin zu Dying Fetus- oder Dyscarnate-Spielereien an den Klampfen […] der große Aufs-Maul-Sport zelebriert“.

## Diskografie
- 2008: Suppressing All Who Refuse (Demo, Eigenveröffentlichung)
- 2010: Summary of Retribution (Album, Eigenveröffentlichung)
- 2014: The Deceived (Album, Metal Blade Records)